# Tempio funerario di Mentuhotep II
Il  Tempio funerario di Mentuhotep II rappresenta uno dei primi esempi architettonici del Medio Regno  a Tebe ovest, di fronte all'altra riva dove è costruito il Grande tempio di Amon, presso Deir el-Bahari. Come sfondo al monumento vi è la falesia tebana che costituisce lo scenario per numerosi templi funerari, compreso quello di Hatshepsut. 

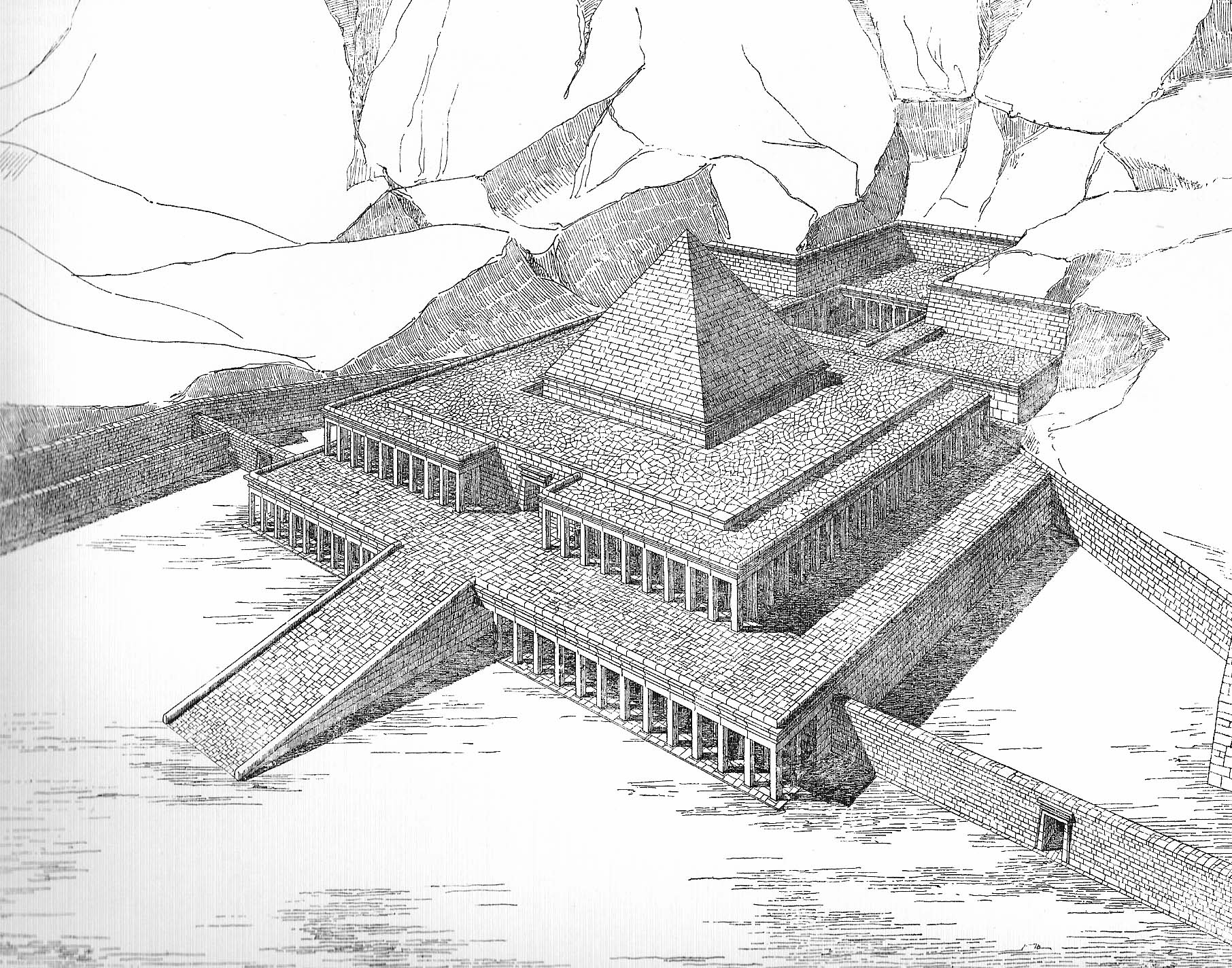
Ricostruzione del tempio funerario di Mentuhotep II secondo l'ipotesi che dopo la seconda sala ipostila fosse edificata una piramide

Il tempio di Mentuhotep identifica una forma di transizione fra il complesso classico-piramidale dell'Antico Regno e il concetto di tempio funerario, denominato Tempio di Milioni di Anni, con tomba ipogea che si affermerà nel Nuovo Regno.
Il sovrano dispose le diverse parti del tempio su un sistema di terrazze, unendo le caratteristiche delle tombe a saff con le mastabe e il tutto venne sormontato dal tumulo primevo  tipico della II dinastia.

## Scoperta
Tra il 1859-69 e in missioni successive, Lord Frederik Dufferin individuò alcune strutture  che furono attribuite ad una necropoli. Nel 1899 Howard Carter scoprì il cenotafio e nel 1901 pubblicò il resoconto della scoperta.
Il tempio è piccolo e non così ben conservato come quello di Hatshepsut.

## Architettura

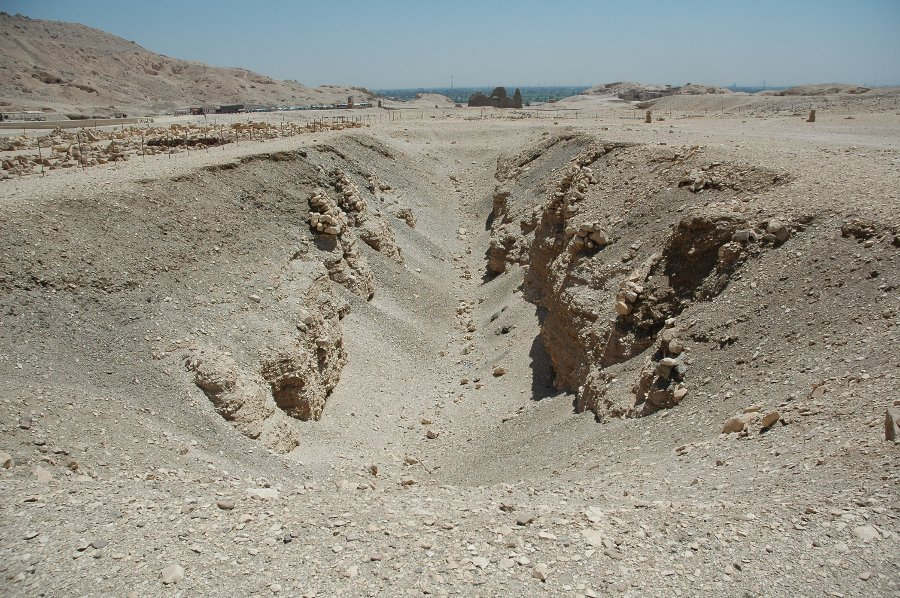
Bab el Hosan ovvero Porta del Cavallo: accesso sigillato scoperto da Carter dopo che il suo cavallo inciampò in una depressione

Dal tempio a valle parte una rampa processionale lunga 960 m e limitata da due muri laterali alti fino a 3 m che porta alla parte anteriore ed esterna del tempio funerario.

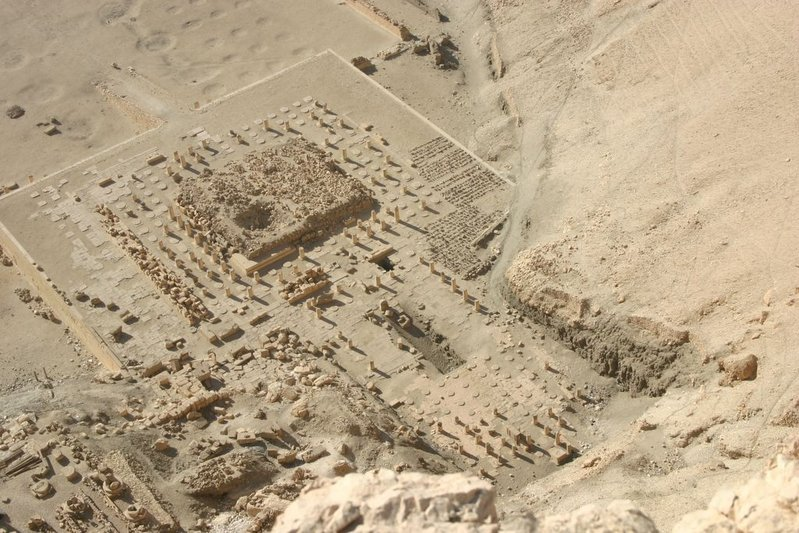
Tempio funerario di Montuhotep II

Questa parte è costituita da un portico con due file di pilastri interrotte al centro da una rampa che porta al piano superiore, costituito sempre da un portico con due file di colonne, di cui rimane solo la base quadrata, su tre lati.
Questi colonnati ai limiti delle terrazze si ispirano alle tombe a portico dei re dell'XI dinastia, gli Antef. 

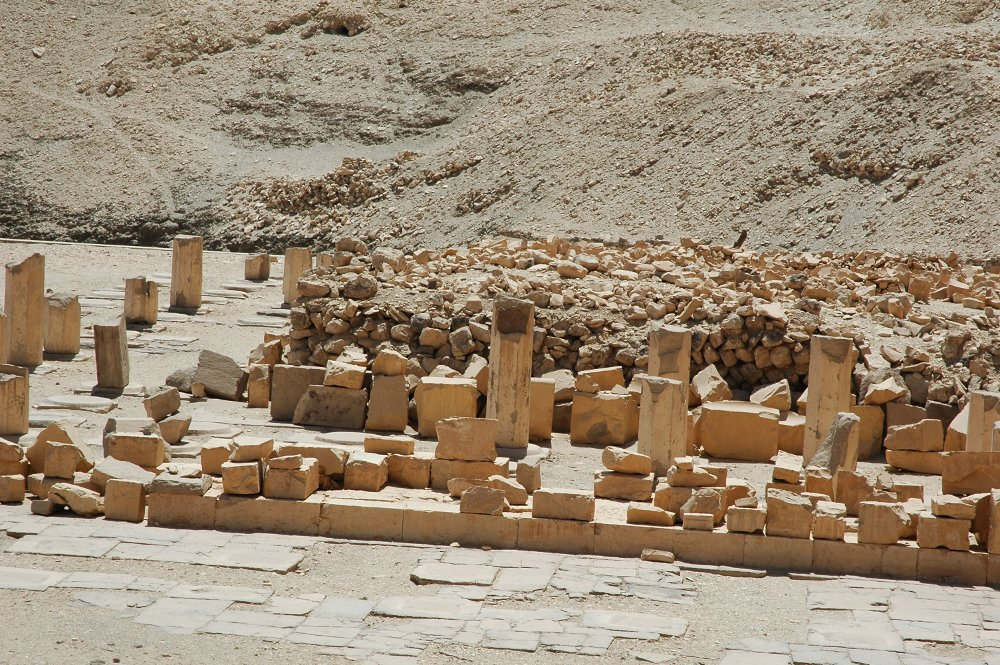
Al centro, quadrato, il basamento della collina primeva, che doveva consistere in una piramide tronca. L'ipotesi di una piramide canonica è comunque ancora sostenuta

La parte centrale del monumento è costituita da una struttura quadrata di blocchi di pietra eretti su un podio e circondati da colonne che venne interpretata da R. Stadelmann come il "tumulo primevo" ricoperto di vegetazione.
Sul lato posteriore tramite una porta si entra in una corte aperta con al centro un corridoio sotterraneo che portava alla camera sepolcrale incompiuta del re: una galleria scavata nella roccia con soffitto con blocchi intagliati ad arco portava ad una stanza posta 150 m sotto la falesia dove Howard Carter trovò un sarcofago vuoto e una statua del sovrano distesa sul fianco e avvolta nel lino (per questi ritrovamenti si suppone che la tomba avesse un valore simbolico, forse un cenotafio, con sepoltura rituale all'interno).
Alla corte aperta segue una sala ipostila costituita da 80 colonne ottagonali che costituiscono la prima sala ipostila in pietra dell'architettura egizia (un precursore della sala ipostila si può trovare nel tempio funerario di Raneferef ed era composta da 4 file di 5 colonne lignee su base di calcare).
All'estremità ovest della sala ipostila si trova una statua del faraone in una nicchia scavata nella roccia. Di fronte era posto un altare alla sommità di una scala che saliva per metà dell'altezza della sala ipostila. Dietro all'altare si trovava la statua di Mentuhotep che, posta sull'asse centrale del tempio, costituiva un punto focale della costruzione.
I moltissimi rilievi trovati sulle pareti del tempio terrazzato contengono temi già incontrati nell'Antico Regno (sono soprattutto scene atte ad esaltare la figura del re, come ad esempio il faraone sotto forma di sfinge che sconfigge i nemici o mentre va a caccia).